# 賽馬會青少年足球精英訓練營
賽馬會青少年足球精英訓練營是由香港賽馬會及曼聯合作的一個香港青少年足球訓練計劃，於2012-2014年，每年從不同香港球會挑選64位15至18歲的青少年接受曼聯足球學校派出之教練的兩星期訓練；再選當中表現最佳兩位前往英國曼聯青訓學院訓練一星期。
此計劃是曼聯足球學校國際訓練計劃的一部分，並同時於英國、阿布扎比、杜拜、印度及中國舉辦。

## 歷史
自2012年起，香港賽馬會與英格蘭足球超級聯賽球會曼聯合作，攜手構思及開展四個足球項目，包括「賽馬會青少年足球精英訓練營」、「賽馬會學界足球發展計劃」、「賽馬會青少年足球領袖計劃」及「賽馬會青少年足球體能測試」，分別從體能、心智和人際層面，激發青少年潛能。
2012年訓練於7月16-27日舉行。最後獲選赴英者為屯門足球會的陳柏熹及橫濱FC香港的陳瑋樂 。
2015年8月，馬會宣佈捐一億二千萬港元，支持「賽馬會香港足球總會五年足球發展計劃」，推動足球運動於社區各個階層持續發展，讓初學者以至專業精英均能於球場上享受足球樂趣。

## 外部連結
- 港賽馬會攜手曼聯 舉辦青少年足球訓練營[]
- 馬會足球青訓 選兩人赴曼聯[永久]